# Ozero Sinsja
Ozero Sinsja (ryska: Озеро Синьша) är en sjö i Belarus, på gränsen till Ryssland. Den ligger i den norra delen av landet, 250 km nordost om huvudstaden Minsk. Ozero Sinsja ligger 142 meter över havet. Arean är 1,7 kvadratkilometer. Den sträcker sig 2,6 kilometer i nord-sydlig riktning, och 3,7 kilometer i öst-västlig riktning.
I omgivningarna runt Ozero Sinsja växer i huvudsak blandskog. Runt Ozero Sinsja är det glesbefolkat, med 13 invånare per kvadratkilometer.